# Lichid corporal

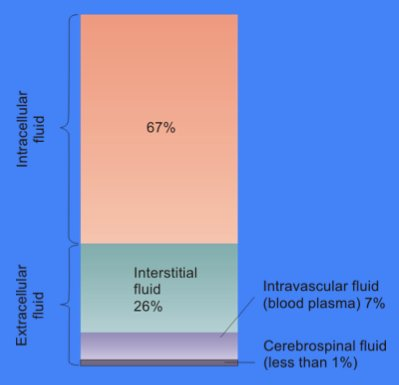
Compartimentele fluidului intracelular și extracelular. Compartimentul de lichid extracelular este subdivizat în continuare în compartimentele lichidului interstițial și lichidului intravascular.

Fluidele corporale, fluidele corporale sau biofluidele, uneori lichide corporale, sunt lichide din corpul uman. La bărbații adulți sănătoși și slabi, apa corporală totală este de aproximativ 60% (60–67%) din greutatea corporală totală; este de obicei puțin mai scăzut la femei (52–55%). Procentul exact de lichid în raport cu greutatea corporală este invers proporțional cu procentul de grăsime corporală. Un bărbat slab de 70 kg (150 lb), de exemplu, are aproximativ 42 (42–47) litri de apă în corp.
Corpul total de apă este împărțit în compartimente fluide, între compartimentul fluid intracelular (numit și spațiu sau volum) și compartimentul fluid extracelular (ECF) (spațiu, volum) într-un raport de două la unu: 28 (28–32) litri sunt în interiorul celulelor și 14 (14–15) litri sunt în exteriorul celulelor.
Compartimentul ECF este împărțit în volumul lichidului interstițial – lichidul din afara celulelor și vaselor de sânge – și volumul intravascular (numit și volum vascular și volumul plasmei sanguine) – lichidul din interiorul vaselor de sânge – într-un interval de trei până la -un raport: volumul lichidului interstițial este de aproximativ 12 litri; volumul vascular este de aproximativ 4 litri.
Compartimentul lichidului interstițial este împărțit în compartimentul lichidului limfatic – aproximativ 2/3, sau 8 (6–10) litri, și compartimentul lichidului transcelular (restul de 1/3 sau aproximativ 4 litri).
Volumul vascular este împărțit în volum venos și volum arterial; iar volumul arterial are un subcompartiment util din punct de vedere conceptual, dar nemăsurabil numit volumul sanguin arterial efectiv.

## Compartimente după locație
- fluid intracelular (ICF), care constau din citosol și fluide din nucleul celular[6]
- Lichid extracelular
  - Lichid intravascular (plasmă de sânge)
  - Lichidul interstițial
  - Lichidul limfatic (uneori inclus în lichidul interstițial)
  - Lichidul transcelular